# Ligne Keisei Kanamachi
La ligne Keisei Kanamachi (京成金町線, Keisei-Kanamachi-sen) est une courte ligne ferroviaire du réseau Keisei dans l'arrondissement de Katsushika à Tokyo au Japon. Elle relie la gare de Keisei Takasago à celle de Keisei Kanamachi.

## Histoire
La ligne a ouvert le 21 octobre 1913 entre Shibamata et Kanamachi (aujourd'hui Keisei Kanamachi).

## Caractéristiques

### Ligne
- Longueur : 2,5 km
- Nombre de gares : 3
- Écartement : 1 435 mm
- Alimentation 1 500 V cc par caténaire
- Nombre de voies : voie unique

### Liste des gares
La ligne comporte 3 gares.
| Numéro | Gare             | Nom japonais | Distance (km) | Correspondances                         | Localisation |
| ------ | ---------------- | ------------ | ------------- | --------------------------------------- | ------------ |
| KS10   | Keisei Takasago  | 京成高砂     | 0             | Keisei : Keisei Hokuso-Railway : Hokusō | Tokyo        |
| KS50   | Shibamata (ja)   | 柴又         | 1,0           |                                         | Tokyo        |
| KS51   | Keisei Kanamachi | 京成金町     | 2,5           | JR East : Jōban (à Kanamachi)           | Tokyo        |

## Matériel roulant

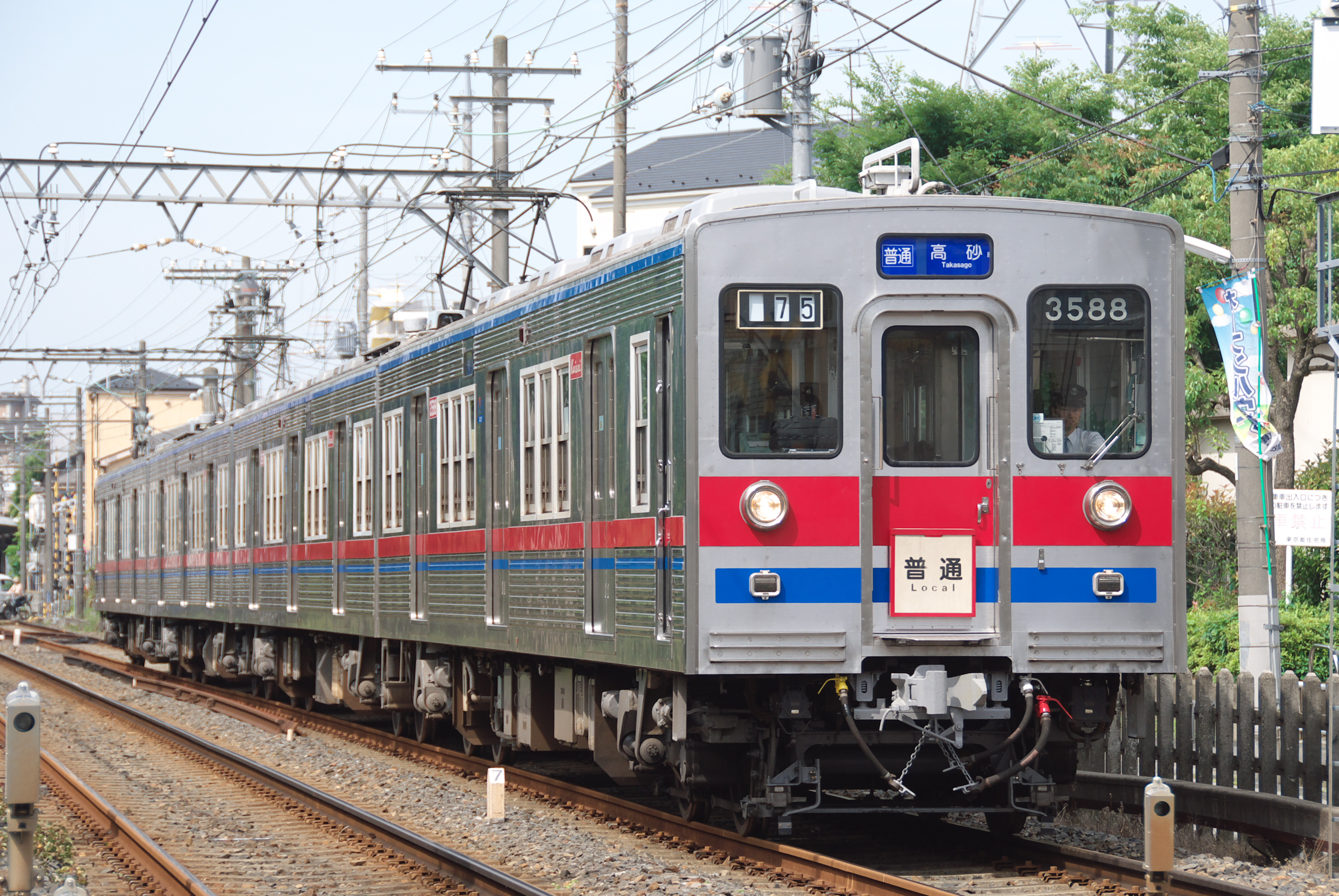
Keisei série 3500
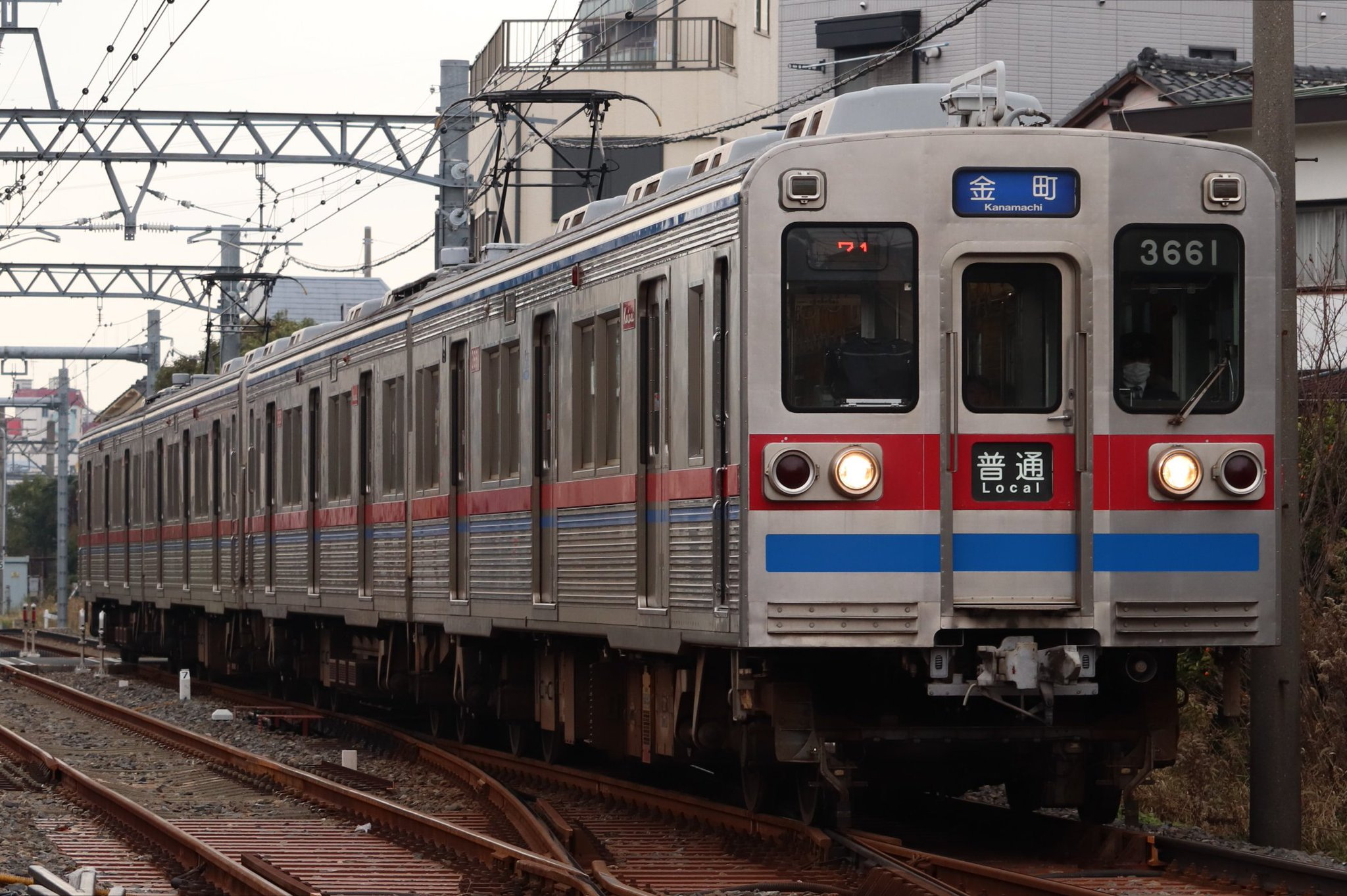
Keisei série 3600